# 龍潭武德殿
24°51′51″N 121°12′54″E / 24.8640818567435°N 121.214893887315°E
龍潭武德殿，位於台灣桃園市龍潭區，是日治時期興建的武德殿之一，為街庄級武德殿。武德殿門前兩棵高聳台灣羅漢松，直徑超過30公分，非常壯觀。

## 歷史

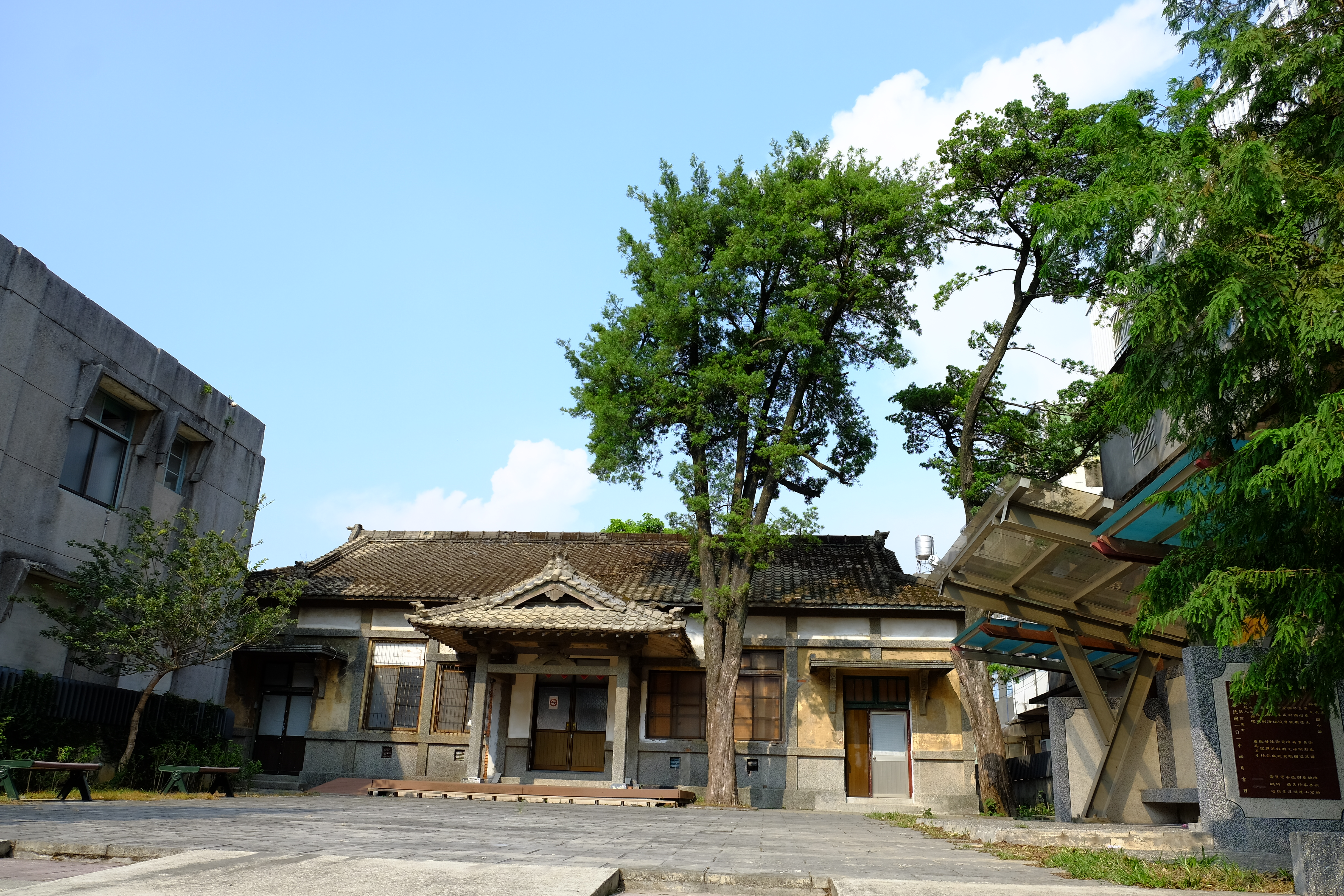
整修前的龍潭武德殿，殿前兩棵高聳台灣羅漢松

龍潭武德殿創建於1930年(昭和5年) ，為仿唐式宮殿建築，採「仿柱樑式框架牆身立面」，風格乃「和洋混和風建築」，其屋頂為木構架， 形式採四面坡頂式的「入母屋造」，似歇山式，整體結構使用RC加強磚造的牆身。 基座抬高， 與寺廟祭祀空間仰望崇高之意，異曲同工，使武德殿具祭祀、教化與鍛鍊多重目的。
1895年4月17日大日本武德會在日本京都成立，隨著日本治臺大日本武德會也被警察系統被引入臺灣：1900年在臺北、臺
中、臺南三縣下設置了武德會委員部。而至2013年，臺灣仍留存十棟大日本武德會系統「武德殿」與四棟監獄系統「刑務所演武場」 龍潭武德殿是目前龍潭區所遺留下來日治時期的建築中最完整的一棟建築物，也是目前桃園市僅存的二所武德殿的其中之一所。

## 外部連結
- 文化資產個案導覽	龍潭武德殿
- 自由電子報:日治武藝訓練場 龍潭武德殿重見天日 （页面存档备份，存于）